# Mark Ciavarella
Mark Arthur Ciavarella Jr. (født 3. marts 1950) er en dømt forbryder og tidligere dommer i Luzerne County i Wilkes-Barre, Pennsylvania der sammen med sin medsammensvorne dommer Michael Conahan, var skyldig i Børn for penge-skandalen i 2008.
Ciavarella erkendte sig skyldig den 13 februar 2009 i misbrug af offentligt embede, skattesvindel og flere andre ting. Han havde modtaget $2,6 mio i returkommission fra Robert Powell og Robert Mericle, hhv medejer og bygherre på to private profitorienterede ungdomsfængsler. Som modydelse for returkommissionen sendte Ciavarella børn på længerevarende ophold i ungdomsfængslet.

## Eksterne links
- Corruption Probe Arkiveret 13. august 2009 hos  Wayback Machine, The Citizens' Voice, Wilkes-Barre daily newspaper article collection
- Luzerne County Judges, The Times-Leader, Wilkes-Barre daily newspaper article collection
- Luzerne County Update Center, Juvenile Law Center